# Lycodon butleri
Espèce
Statut de conservation UICN

 LC  : Préoccupation mineure
Lycodon butleri est une espèce de serpents de la famille des Colubridae.

## Répartition
Cette espèce se rencontre :
- en Malaisie péninsulaire ;
- dans le sud de la Thaïlande, dans la province de Krabi.

## Description
L'holotype de Lycodon butleri mesure 540 mm dont 115 mm pour la queue. Cette espèce a la face dorsale brun noirâtre. Son dos présente 43 anneaux blanchâtres irréguliers. Sa face ventrale est brun noirâtre.

## Étymologie
Son nom d'espèce lui a été donné en l'honneur d'Arthur Lennox Butler, conservateur au muséum d’État de Selangor.

## Publication originale
- Boulenger, 1900 : Description of a new snake from the Perak Hills. Journal of the Bombay Natural History Society, vol. 13, p. 336 (texte intégral).